# Darren Law
Darren Law (ur. 4 kwietnia 1968 roku w Toronto) – amerykański kierowca wyścigowy.

## Kariera
Law rozpoczął karierę w międzynarodowych wyścigach samochodowych w 1996 roku od startów w North American Super Touring Championship, gdzie odniósł jedno zwycięstwo. Z dorobkiem 95 punktów uplasował się na ósmej pozycji w klasyfikacji generalnej. W późniejszych latach Amerykanin pojawiał się także w stawce American Le Mans Series, Grand American Sports Car Series, Grand American Rolex Series, 24-godzinnego wyścigu Le Mans, Intercontinental Le Mans Cup oraz United Sports Car Championship.

## Wyniki w 24h Le Mans
| Rok  | Zespół                    | Partnerzy                    | Samochód            | Klasa  | Okr. | Poz. | Klasa Pos. |
| ---- | ------------------------- | ---------------------------- | ------------------- | ------ | ---- | ---- | ---------- |
| 2009 | Flying Lizard Motorsports | Jörg Bergmeister Seth Neiman | Porsche 997 GT3-RSR | GT2    | 194  | NU   | NU         |
| 2010 | Flying Lizard Motorsports | Jörg Bergmeister Seth Neiman | Porsche 997 GT3-RSR | GT2    | 61   | NU   | NU         |
| 2011 | Flying Lizard Motorsports | Seth Neiman Spencer Pumpelly | Porsche 997 GT3-RSR | GTE Am | 211  | NU   | NU         |